# Myloi (Argolida)
Myloi  este un oraș în Grecia în Prefectura Argolida.